# Красильников, Юрий Николаевич
Ю́рий Никола́евич Краси́льников (укр. Юрій Миколайович Красильніков; 26 июня 2022, Чёрное море) — украинский военный лётчик, майор, участник российско-украинской войны. Герой Украины (6 августа 2023, посмертно).

## Биография
В ходе российского вторжения в Украину в 2022 году служил в составе 40-й бригады тактической авиации Вооружённых сил Украины.
Утром 26 июня 2022 года в качестве штурмана самолёта Су-24 под командованием полковника Михаила Матюшенко выполнял боевое задание у острова Змеиный. Их самолёт был поражен средствами ПВО у острова Змеиный и упал в акватории Чёрного моря вблизи острова. Впоследствии тело погибшего Михаила Матюшенко было найдено в Болгарии, тело Юрия Красильникова на 2024 год не найдено.

## Награды
- Звание «Герой Украины» с удостоением ордена «Золотая Звезда» (6 августа 2023, посмертно) — за личное мужество и героизм, проявленные в защите государственного суверенитета и территориальной целостности Украины, верность военной присяге[2][3].